# Paprocie nasienne

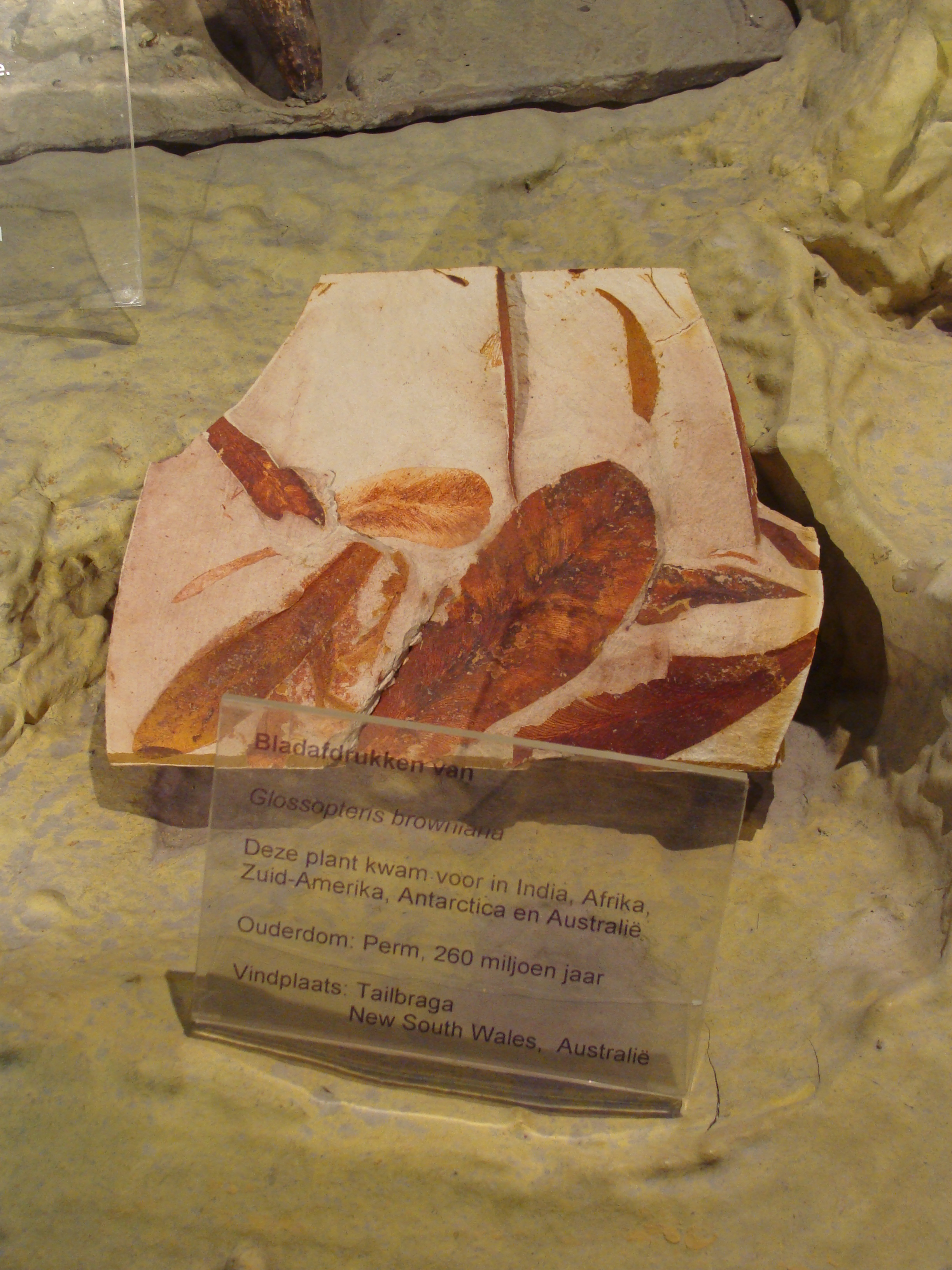
Skamieniałości Glossopteris browniana

Paprocie nasienne (Pteridospermatophyta, Lyginopteridophyta, Pteridospermopsida) – klasa (gromada) wymarłych roślin nagonasiennych.

## Charakterystyka
Liście pierzaste, przypominające kształtem liście dzisiejszych paproci. W odróżnieniu od prawdziwych paproci na końcu ich liści tworzyły się zalążki. Największe drzewiaste paprocie nasienne sięgały 10 m wysokości.

## Występowanie
Występowały na Ziemi od późnego dewonu do albu (wczesna kreda), w postaci drzew, krzewów i pnączy.
Szczyt rozwoju przypadł na perm, a zwłaszcza karbon. W tych okresach były ważnym składnikiem lasów, a na kontynencie Gondwany paprocie nasienne, w tym szczególnie rząd Glossopteridales (np. rodzaj Glossopteris), stanowiły główną grupę drzew (tzw. flora glossopterisowa). Glossopteridy swój sukces zawdzięczały tolerancji na chłodny klimat związany z obecnością lądolodów na Gondwanie. W Polsce w utworach karbonu górnego Górnego Śląska i rejonu Wałbrzycha dość częste są fragmenty (zwłaszcza liście) paproci nasiennych, m.in. Neuropteris.

## Systematyka
- Klasa: Lyginopteridophyta
  - Rząd: kalymatotekowce (Lyginopteridales)
    - Rodzina: Lyginopteridaceae
    - Rodzina: Calamopityaceae
    - Rodzina: Peltaspermaceae
    - Rodzina: Corystospermaceae

  - Rząd: Medullosales
    - Rodzina: Medullosaceae

  - Rząd: Callistophytales
- Klasa: Caytoniopsida
  - Rząd: Corystospermales
  - Rząd: Peltaspermales
  - Rząd: kajtoniowce (Caytoniales)
    - Rodzina: Caytoniaceae
    - Rodzina: Dicroidiaceae
- Klasa: Glossopteridopsida
  - Rząd: glosopterydowce (Glossopteridales)
    - Rodzina: Glossopteridaceae